# Хают, Эстер
Эстер Хают (ивр. אסתר חיות‎; род. 16 октября 1953, Герцлия, Израиль) — председатель Верховного суда Израиля с 26 октября 2017 года по 16 октября 2023.

## Биография
Эстер Хают (в девичестве Авни) родилась лагере абсорбции для новых репатриантов (маабара) в Герцлии 16 октября 1953 года. Её родители Юдит Авни (урождённая Холлингер) и Иегуда Авни были репатриантами из Румынии, пережившими Холокост в концентрационных лагерях — отец в Освенциме, мать — в Бершадском гетто в Транснистрии (куда она была депортирована с родителями из Сторожинца в восьмилетнем возрасте). Родители развелись, когда ей было около полутора лет; после этого её отец эмигрировал в Англию. Выросла в доме своих бабушки и дедушки со стороны матери в районе Неве Амаль в Герцлии.
В 1970 году, в возрасте 17 лет, переехала в Эйлат вместе со своей матерью, вышедшей замуж во второй раз за репатрианта из Румынии Иегуду Струловича. Окончила среднюю школу в 1971 году.  Училась в Тель-Авивском университете; юридическая карьера (до назначения в Верховный суд) складывалась в Тель-Авиве.
Служила в ЦАХАЛе в Центральном командном оркестре в должности концертмейстера.